# Царь Давид (гостиница)
Гостиница «Царь Давид»  (מלון המלך דוד) — отель в Иерусалиме, Израиль. Открыт в 1931 году. В настоящее время входит в крупнейшую израильскую гостиничную сеть «Отели Дан».

## Архитектура
Архитектурный проект отеля был разработан швейцарским архитектором Эмилем Фогтом (Emile Vogt), строительство велось под наблюдением архитектора из Иерусалима Бенджамина Чейкина (Benjamin Chaiken) . По словам профессора Еврейского университета Рута Карка (Ruth Kark), подход Вогта был типичным для европейских архитекторов, строивших в Иерусалиме. Здание соединяло в себе строгую симметричность форм, характерную для европейской архитектуры и элементы, характерные для восточной традиции: купола, арки, отделку из разноцветного камня, внутреннее оформление с использованием религиозных символов и надписей. Залы и другие общественные помещения были оформлены Г. Г. Хуфшмидом (G.G. Hufschmid) в «библейском стиле» c использованием мотивов ассирийской, хеттской, финикийской и мусульманской архитектуры. Хуфшмид, также швейцарец, утверждал, что он «пытался воссоздать обстановку Древней Иудеи времён славного правления царя Давида» .

## История
В 1929 году компания «Palestine Hotels, Ltd» приобрела 4,5 акра (около 18 000 м²) земли на территории нынешней улицы Царя Давида. Половина затрат на строительство была оплачена Альбертом Моссери (Albert Mosseri), египетским еврейским банкиром, директором Национального банка Египта, 46 % затрат было покрыто рядом евреев из Каира. Примерно 4 % были оплачены египетским Национальным банком, который в период с 1934 по 1943 гг. приобрёл 693 акции предприятия.
С момента своего открытия отель принимал царственных особ: в отеле останавливались вдовствующая императрица Персии, египетская королева-мать Назли, король Иордании Абдалла I. Также в отеле находились резиденции монархов в изгнании: испанского короля Альфонса XIII, покинувшего страну после революции 1931 года, последнего императора Эфиопии Хайле Селассие I (эмигрировал из Эфиопии в 1936 года в ходе итало-эфиопской войны), греческого короля Георга II, разместившего в отеле правительство после оккупации Греции нацистской Германией в 1942 году. Во время Британского мандата в южном крыле отеля размещалась штаб-квартира британской администрации и её военные штабы.
В июле 1946 года еврейская подпольная организация «Иргун» («Эцель») организовала взрыв в этом крыле отеля, в результате которого произошло обрушение юго-западного угла здания, 91 человек погиб, 45 было ранено (подробнее см.: Взрыв в гостинице Царь Давид).
После теракта гостиничный комплекс оставался в пользовании британской администрации до 4 мая 1948 года; после того, как английские службы покинули отель, он использовался израильтянами в качестве административного здания. В отеле были надстроены два дополнительных этажа и вскоре после окончания Шестидневной войны коммерческое использование здания гостиницы было возобновлено.

## Гостиница «Царь Давид» сегодня
В настоящее время отель располагает 237 номерами, включая 32 номера класса люкс, 1 «президентский» и 1 «королевский» номер. Отель является членом международной ассоциации «Ведущие отели мира» (см.: The Leading Hotels of the World (англ.)). «Царь Давид» — один из наиболее фешенебельных отелей Израиля, в числе его постояльцев — главы государств, ведущие политики, звёзды мирового шоу-бизнеса.